# SAP S/4HANA
SAP S/4HANA – oprogramowanie służące do planowania zasobów przedsiębiorstwa, przeznaczone dla dużych przedsiębiorstw, opracowane przez firmę SAP SE. Jest następcą SAP R/3 i SAP ERP, zoptymalizowanym pod kątem bazy danych SAP HANA, działającej w pamięci operacyjnej firmy SAP.

## Przeznaczenie
SAP S/4HANA to pakiet oprogramowania do planowania zasobów przedsiębiorstwa (ERP) mający na celu obsługę wszystkich codziennych procesów przedsiębiorstwa.
Integruje funkcje z różnych linii biznesowych i rozwiązań branżowych, a także ponownie integruje części produktów SAP Business Suite, takich jak SAP SRM, SAP CRM i SAP SCM. Ponieważ SAP Business Suite 4 działa wyłącznie w oparciu o bazę danych SAP HANA, jest on oferowany w postaci jednego produktu: SAP S/4HANA. Klasyczny pakiet biznesowy SAP R3, ERP i ECC oraz powiązane z nim produkty, zostały zaprojektowane do działania na kilku platformach baz danych, w tym Oracle, Microsoft i IBM.

## Historia
Platforma SAP HANA jest dostępna od 2010 roku, a aplikacje SAP, takie jak SAP ERP i SAP Business Suite, mogą działać w bazie danych SAP HANA i/lub innych obsługiwanych systemach baz danych.
Nowy pakiet SAP S/4HANA został wprowadzony na rynek 3 lutego 2015 r. na nowojorskiej giełdzie. Podczas wydarzenia zaprezentowano edycje w chmurze i lokalnie, przy czym edycja lokalna stała się dostępna tego samego dnia. Wersja w chmurze została udostępniona podczas SAPPHIRE NOW (corocznej konferencji klientów SAP) 6 maja 2015 r. w Orlando na Florydzie.
Wdrożenie SAP S/4HANA zostało nazwane największą aktualizacją strategii i platformy ERP firmy SAP od ponad dwóch dekad. Analitycy Gartnera zauważyli po wprowadzeniu na rynek rozwiązania SAP S/4HANA, że oznacza ono „przełomową zmianę”, ale podnieśli pytania dotyczące funkcjonalności, dostępności, cen i kwestie migracji związane z rozwiązaniem S/4HANA.
Do 21 kwietnia 2015 r. system S/4HANA zakupiło 370 klientów. Po pierwszej połowie 2015 r. potwierdzono dodatni wzrost SAP. Podczas telekonferencji dotyczącej wyników finansowych za trzeci kwartał, która odbyła się w październiku 2015 r., firma SAP potwierdziła, że S/4HANA obsługuje ponad 1300 klientów. Pod koniec czwartego kwartału 2016 r. firma SAP ogłosiła, że 5400 klientów wdrożyło rozwiązanie SAP S/4HANA, a do 30 czerwca 2018 r. liczba ta wzrosła do 8900 klientów.

## Wersje i wdrożenia
SAP S/4HANA można wdrożyć lokalnie, w chmurze lub w modelu hybrydowym. Oferta produktów S/4HANA składa się z różnych wersji: SAP S/4HANA Cloud: wcześniej nazywana essentials edition (ES) i Multi-Tenant Edition, SAP S/4HANA Cloud extended edition: wcześniej nazywana Single-Tenant Edition, SAP S/4HANA Cloud, private edition, SAP S/4HANA On-Premise.
SAP S/4HANA On-Premise jest podobny pod względem zasięgu, funkcjonalności, wsparcia branżowego i lokalizacji do obecnego pakietu SAP Business Suite (w 39 językach, w 64 wersjach krajowych).
SAP oferuje również SAP S/4HANA Cloud (w 18 językach, w 33 wersjach językowych). SAP podkreśla, że produkt ten ma kluczowe znaczenie dla przejścia do chmury.
Obie edycje składają się z funkcjonalności dla finansów, księgowości, kontrolingu, zaopatrzenia, sprzedaży, produkcji, utrzymania zakładu, systemu projektowego i zarządzania cyklem życia produktu, a także integracji z SAP SuccessFactors, SAP Ariba, SAP Hybris, SAP Fieldglass i SAP Concur.

## Przegląd wersji
Wersje SAP S/4HANA (on-premise) są wydawane raz w roku, wersje SAP S/4HANA Cloud są wydawane 2 razy w roku. Kodowanie wersji dla wersji w chmurze: RRMM przykład 1709 – wrzesień 2017 r. Kodowanie wersji dla wersji lokalnej (od 2020 r.): YYYY przykład 2020 – wydanie 2020.
Wersje SAP S/4HANA On-Premise:
- SAP S/4HANA Finance 1503: marzec 2015 r.
- SAP S/4HANA 1511: listopad 2015 r. – (komponent S4CORE 100)
- SAP S/4HANA Finance 1605: maj 2016 r.
- SAP S/4HANA 1610: październik 2016 r. – (komponent S4CORE 101)
- SAP S/4HANA 1709: wrzesień 2017 r. – (komponent S4CORE 102)
- SAP S/4HANA 1809: wrzesień 2018 r. – (komponent S4CORE 103)
- SAP S/4HANA 1909: wrzesień 2019 r. – (komponent S4CORE 104)

- SAP S/4HANA 2020: październik 2020 r. (nowe nazewnictwo: przejście na RRRR z RRMM) – (komponent S4CORE 105)

- SAP S/4HANA 2021: październik 2021 – (komponent S4CORE 106)

- SAP S/4HANA 2022: październik 2022 r. – (komponent S4CORE 107)

- SAP S/4HANA 2023: październik 2023 – (komponent S4CORE 108)

Wersje SAP S/4HANA Cloud:
- SAP S/4HANA Cloud 1603: marzec 2016 r.
- SAP S/4HANA Cloud 1605: maj 2016 r.
- SAP S/4HANA Cloud 1608: sierpień 2016 r.
- SAP S/4HANA Cloud 1611: listopad 2016 r.
- SAP S/4HANA Cloud 1702: luty 2017 r.
- SAP S/4HANA Cloud 1705: maj 2017 r.
- SAP S/4HANA Cloud 1708: sierpień 2017 r.
- SAP S/4HANA Cloud 1711: listopad 2017 r.
- SAP S/4HANA Cloud 1802: luty 2018 r.
- SAP S/4HANA Cloud 1805: maj 2018 r.
- SAP S/4HANA Cloud 1808: sierpień 2018 r.
- SAP S/4HANA Cloud 1811: listopad 2018 r.
- SAP S/4HANA Cloud 1902: luty 2019 r.
- SAP S/4HANA Cloud 1908: sierpień 2019 r.
- SAP S/4HANA Cloud 1911: listopad 2019 r.
- SAP S/4HANA Cloud 2002: luty 2020 r.
- SAP S/4HANA Cloud 2005: kwiecień 2020 r.
- SAP S/4HANA Cloud 2008: sierpień 2020 r.

- SAP S/4HANA Cloud 2011: Listopad 2020 r.
- SAP S/4HANA Cloud 2102: Luty 2021 r.
- SAP S/4HANA Cloud 2105: maj 2021 r.
- SAP S/4HANA Cloud 2108: sierpień 2021 r.
- SAP S/4HANA Cloud 2111: listopad 2021 r.
- SAP S/4HANA Cloud 2202: dostępna w lutym 2022 r.
- SAP S/4HANA Cloud 2208: sierpień 2022 r.
- SAP S/4HANA Cloud 2302: luty 2023 r.
- SAP S/4HANA Cloud 2308: sierpień 2023 r.
- SAP S/4HANA Cloud 2402: luty 2024 r.
- SAP S/4HANA Cloud 2408: sierpień 2024 r.

## Wdrożenie
Istnieją różne sposoby przejścia na platformę S/4HANA. Zależy to od punktu wyjścia klienta. Na przykład nowe wdrożenie, konwersja systemu i selektywne przeniesienie danych.
- Nowe wdrożenie – jest to nowe wdrożenie SAP S/4HANA („greenfield”): Klienci, którzy migrują ze starszego systemu innego niż SAP lub z systemu SAP ERP i wdrażają nowy system, który wymaga wstępnego załadowania danych. W tym scenariuszu wdrażany jest system SAP S/4HANA, a dane podstawowe i transakcyjne są migrowane ze starszego systemu, dlatego należy użyć standardowych narzędzi i treści do migracji danych.
- Konwersja systemu – jest to kompletna konwersja istniejącego systemu SAP Business Suite do SAP S/4HANA („brownfield”): Klienci, którzy chcą zmienić swój obecny system SAP ERP na SAP S/4HANA. Scenariusz ten jest technicznie oparty na Software Update Manager (SUM) z opcją migracji bazy danych (DMO) w przypadku, gdy klient nie korzysta jeszcze z SAP HANA jako bazowej bazy danych. Obecnie firmy preferują metodę brownfield (konwersja systemu).
- Selektywna transformacja danych (dawniej: transformacja środowiska) – jest to konsolidacja obecnych regionalnych systemów SAP w jeden globalny system SAP S/4HANA lub podział różnych części systemu: Klienci, którzy chcą skonsolidować swój krajobraz lub wydzielić wybrane jednostki (takie jak kod firmy) lub procesy do jednego systemu SAP S/4HANA.

## Cykl życia produktu
Zarówno SAP S/4HANA w wersji lokalnej, jak i SAP S/4HANA w wersji chmurowej mają swoje strategie wydawnicze. Wersje chmurowe są wydawane co pół roku. Edycja lokalna ma jedną nową wersję rocznie i co kwartał otrzymuje dodatkowe funkcje i poprawki w postaci pakietów Feature Pack Stacks (FPS) lub Service Pack Stacks (SPS).
On-premises: Każdego roku SAP tradycyjnie dostarczał nową wersję swojego lokalnego produktu SAP S/4HANA (np. SAP S/4HANA 1610), a następnie trzy kolejne pakiety Feature Pack Stacks (FPS) co kwartał. Następnie poprzednia wersja produktu otrzymywała co kwartał pakiety Service Pack (SPS) aż do zakończenia głównego nurtu konserwacji. Jednak wraz z wydaniem w październiku 2023 r. SAP wprowadził znaczącą zmianę w swojej strategii wydawania i konserwacji SAP S/4HANA. Produkt ma teraz dwuletni cykl wydawniczy, zapewniając dłuższy, siedmioletni okres utrzymania głównego nurtu dla każdej wersji. Zmiana ta ma na celu zaoferowanie klientom większych możliwości ciągłych innowacji i elastycznej ścieżki do gotowości do pracy w chmurze. Dodatkowo, łatwiejsze do zaadaptowania pakiety funkcji będą wprowadzane co sześć miesięcy w ciągu pierwszych dwóch lat od wydania, zmniejszając potrzebę uciążliwych aktualizacji i obniżając całkowite koszty wdrożenia.